# Famille Gontard (clowns)
Pour les articles homonymes, voir Famille Gontard et Gontard.
La famille Gontard est une famille d'artistes de cirque française active entre le début du XIXe siècle et le début du XXe. Les artistes de la famille ont été des grotesques (personnage du cirque ancêtre du clown) ou des clowns reconnus. Les membres les plus célèbres de la famille sont Jean Gontard, le premier personnage clownesque dans un cirque en France, et Félix Gontard qui a joué avec les « Dario Bario ».

## Famille
La lignée des artistes de cirque Gontard s'ouvre avec Claude et Jean au commencement du XIXe siècle. Prenant le rôle d'un grotesque, un rôle de cirque préfigurant les clowns du XXe siècle, Jean Gontard sera suivi dans cette voie par son frère Claude puis d'autres membres de la famille pendant trois générations.
- Benoît Gontard (Saint-Germain-Laval 1781 - Paris c.1841), menuisier puis acrobate et directeur de troupe, père de :
  - Jean Gontard (Mâcon 1807-1883) est le premier clown acrobate français[2].
  - Claude Gontard (Saint-Germain-Laval, 16 février 1805 - Béthune, 31 juillet 1872[3]) est un clown acrobate, frère aîné de Jean Gontard[4],[5]. Il est embauché au cirque Franconi en 1937 puis enseigne la gymnastique à Tournai en 1845. Il est le père de :
    - Jean-Joseph Gontard (1839-?)[5]. Il se produit et connaît la réussite au cirque Renz où il a parfois joué avec Tom Belling, considéré par certains spécialistes comme le premier clown auguste de l'histoire. Avec Caroline Strassburger, écuyère à panneaux (1844-?)[6], il est le père de :
      - Félix Gontard (1869-1934)[6],[7].
      - Antoinette Gontard[6]. Elle est écuyère et développe le double tandem à l'hippodrome de l'Alma.
      - Louise Gontard[6]. Elle est funambule et écuyère.
      - Claire Gontard[6]. Elle s'est mariée à un clown suédois, Max Nelson.

## Jean Gontard
Jean Gontard (Mâcon, 1er janvier 1807 - Kellinghusen, 3 septembre 1883). Selon Tristan Rémy, il est probable que Jean Gontard commence sa carrière dans le cirque en tant qu'écuyer. Au cours des années 1820, il intègre le cirque Franconi et y développe un rôle de grotesque - une forme d'acrobate comique, préfiguration des clowns. Habillé à la mode des bouffons anglais avec un pantalon serré, une chemise bouffante, une fraise, un chapeau à pointes et à grelots, il parodie et amuse durant un numéro plus classique d'acrobatie équestre. Tristan Rémy indique que Jean Gontard est la première personne connue à occuper un rôle véritablement clownesque dans un cirque en France.
Employé par le cirque Franconi durant une grande partie des années 1930, il a l'occasion de côtoyer Jean-Baptiste Auriol. Le célèbre clown acrobate s'inspirera d'ailleurs de Jean Gontard pour sa tenue vestimentaire et la réalisation de numéro d'acrobaties orientés vers le comique. En 1838, Jean Gontard est invité à se produire en Angleterre pour le cirque Astley,.

## Félix Gontard
Félix Gontard (Cologne, 27 juin 1869 - Paris, 17 février 1934), le fils de Jean-Joseph Gontard et Caroline Strassburger, est né en 1869 à Cologne. Il apprend très tôt le métier d'acrobate au côté de son père et commence sa carrière avec ce dernier au cirque Royal de Bruxelles. La suite de sa carrière est marquée par l'itinérance, à l'image des autres artistes de cirque de l'époque. Il part ainsi pour l'Espagne (cirque Alegria à Barcelone) puis la France (hippodrome de l'Alma à Paris puis cirque Renz à Lyon) et le Portugal (Nouveau cirque à Lisbonne). Durant ces années, le jeune homme tient des rôles d'acrobate ou de clown acrobate.
Alors qu'il est à Lisbonne, Félix Gontard, lassé de tenir un rôle de clown encore vu comme un subalterne, change de registre et créé un numéro animalier comique avec des chiens et des chats en 1886. Il met ainsi en place un numéro comique à succès, La course des taureaux, dans lequel il grime ses chiens en mules. Félix Gontard poursuit dans cette voie, accompagnée de sa femme dresseuse (perroquets), en montant en 1899 un nouveau numéro comique avec des éléphants. Les numéros animaliers remportent un certain succès pendant quelques années, permettant à Félix Gontard de voyager en Angleterre, Allemagne et Hongrie.
Après cette période, Félix Gontard redevient un clown acrobate. Il collabore occasionnellement avec Thomas Belling, l'un des fils de Tom Belling, ou le clown Kerwich. Son jeu évolue, quittant l'acrobatie vers davantage de clownerie, et Félix Gontard devient un clown auguste. Tandis qu'il officie en tant qu'auguste de soirée au cirque Palisse, les « Dario Bario » lui proposent de les rejoindre après le départ du clown Cerrato de leur trio. Si Félix Gontard se montre dans un premier temps intéressé par la proposition des célèbres clowns, le directeur du cirque Palisse lui offre une position d'administrateur au sein de son institution, ce qu'il accepte.
Félix Gontard échoue toutefois dans ses nouvelles fonctions de direction. De leurs côtés, les « Dario Bario » peinent à trouver un contre-pitre qui conviennent à leurs exigences. Après avoir tenté l'aventure avec Coco puis Rhum, les deux clowns réitèrent leur proposition à Félix Gontard qui, de son côté, recherche un nouvel engagement artistique après son échec au cirque Palisse. Félix Gontard accepte alors l'offre et rejoint le duo devenu trio, « Dario Bario et Compagnie », en tant que contre-pitre. Cette période de collaboration se révèle fructueuse pour tous les artistes : les Dario accueillent avec bienveillance Félix et lui permettent d'acquérir la stabilité financière qu'il recherche tandis que lui se montre d'un grand professionnalisme et excelle dans le rôle cocasse et subordonné du contre-pitre, satisfaisant pleinement les attentes des Dario.
Félix Gontard meurt d'une double pneumonie à 64 ans.